# Asō Tarō
Asō Tarō (Nhật: 麻生 太郎 (Ma Sinh Thái Lang) sinh 20 tháng 9 năm 1940) là Phó Thủ tướng Nhật Bản. Ông cũng từng là Thủ tướng Nhật Bản từ ngày 24 tháng 9 năm 2008 sau khi Thủ tướng tiền nhiệm Fukuda Yasuo đột ngột từ chức đến ngày 16 tháng 9 năm 2009 sau khi đảng ông thua trong cuộc tổng tuyển cử vào tháng 8 năm đó. Ông cũng là Chủ tịch Đảng Dân chủ Tự do Nhật Bản (LDP), và phục vụ trong Chúng Nghị viện từ năm 1979. Ông cũng từng giữ chức vụ Bộ trưởng Bộ Ngoại giao trong các năm từ 2005 đến 2007 dưới thời Thủ tướng Abe Shinzo và Koizumi Junichiro, và chức vụ Tổng thư ký của Đảng LDP một thời gian ngắn trong năm 2007 và 2008.
Ngày 22 tháng 9 năm 2008, Asō được bầu làm người kế nhiệm ông Fukuda Yasuo giữ chức Chủ tịch Đảng LDP. Đến ngày 24 tháng 9 năm 2008, Nghị viện Nhật Bản đã bầu Asō làm Thủ tướng.

## Thân thế
Asō Tarō sinh ngày 20 tháng 9 năm 1940 tại Iizuka, Fukuoka. Cha ông là Asō Takakichi từng là chủ tịch Công ty Xi măng Asō và là người thân cận của thủ tướng Tanaka Kakuei. Mẹ ông là con gái của cựu thủ tướng Yoshida Shigeru. Asō Tarō là cháu bốn đời của Ōkubo Toshimichi. Phu nhân của Asō Tarō là con gái thứ ba của cựu thủ tướng Suzuki Zenko. Em gái của ông là Thân vương phi Nobuko, vợ của cố Thân vương Tomohito.
Asō tốt nghiệp Đại học Gakushuin, ngành chính trị. Ông từng theo học bậc sau đại học, lúc đầu tại Đại học Stanford và tiếp theo là tại Trường Kinh tế và Khoa học Chính trị London.
Năm 1966, ông vào làm tại công ty khai thác khoáng sản của cha, từng làm chủ tịch của công ty này trong thời kỳ từ 1973 đến 1979, và có thời gian 2 năm làm nghề khai thác kim cương tại Sierra Leone.
Asō mê môn thể thao bắn súng. Ông từng là thành viên đội tuyển quốc gia môn bắn súng của Nhật Bản tại Thế vận hội mùa hè 1978 tổ chức tại Montreal, Canada.

## Sự nghiệp chính trị
- Tháng 10 năm 1979, Asō trở thành nghị sĩ hạ viện Nhật Bản.
- Năm 1988, ông giữ cương vị phó chủ nhiệm ủy ban giáo dục của Quốc hội
- Năm 2003, ông giữ cương vị Bộ trưởng Bộ Tổng hợp trong Nội các của Thủ tướng Koizumi Jun'ichiro.
- Tháng 10 năm 2005, ông chuyển sang làm Bộ trưởng Bộ Ngoại giao.
- Khi Koizumi hết nhiệm kỳ năm 2006, Asō đã ra tranh cử chức chủ tịch LDP nhưng thất bại trước Abe Shinzo. Ông tiếp tục làm Bộ trưởng Bộ Ngoại giao trong nội các của Thủ tướng Abe.
- Khi Abe Shinzo từ nhiệm vào tháng 9 năm 2007, Asō lại ra tranh cử chức chủ tịch LDP nhưng thất bại trước Fukuda Yasuo.
- Ngày 22 tháng 9, ông đã thắng trong cuộc bầu cử chức chủ tịch LDP. Theo Hiến pháp Nhật Bản, người giữ chức chủ tịch đảng cầm quyền sẽ là thủ tướng Nhật Bản.
- Ngày 24 tháng 9, ông nhậm chức Thủ tướng Nhật Bản

## Đời sống cá nhân

### Thích ăn ngon
Vào tháng 10 năm 2008, các phương tiện truyền thông Nhật Bản đưa tin rằng Asō đã ăn tối hoặc uống trong các nhà hàng và quán bar trong các khách sạn sang trọng gần như hàng đêm. Khi được hỏi về điều đó, Asō tuyên bố: "Tôi sẽ không thay đổi phong cách của mình. May mắn thay tôi có tiền của mình và có thể chi trả được." Asō nói thêm rằng nếu anh ta đi bất cứ nơi nào khác, anh ta sẽ phải đi cùng với các nhân viên bảo vệ sẽ gây rắc rối.
Theo Asahi Shimbun, Asō đã ăn tối hoặc uống rượu tại các quán bar 32 lần vào tháng 9 năm 2008, chủ yếu tại các khách sạn độc quyền. Người tiền nhiệm của Asō, Fukuda Yasuo, chỉ ăn tối bảy lần trong tháng đầu tiên tại văn phòng. Cả hai đảng đối lập của LDP đều gọi những cuộc đi chơi thường xuyên của Asō là không phù hợp. Chánh Văn phòng Nội các Nhật Bản dưới thời Asō, Matsumoto Jun, đã bình luận về vấn đề này bằng cách nói rằng những chuyến đi thường xuyên của Asō đến nhà hàng, "là lối sống và triết lý của ông ấy, và tôi không ở vị trí nào bày tỏ ý kiến của tôi. Nếu chỉ có những nơi thích hợp hơn khi xem xét các vấn đề bảo mật và không gây rắc rối cho các khách hàng khác".

### Manga fan
Asō cho rằng nắm lấy văn hóa pop Nhật Bản có thể là một bước quan trọng để vun đắp mối quan hệ với các quốc gia khác, hy vọng rằng manga sẽ đóng vai trò là cầu nối với thế giới. Ông được coi như là một otaku.
Asō là một fan hâm mộ của manga từ nhỏ. Ông ấy đã nhờ gia đình gửi tạp chí truyện tranh từ Nhật Bản khi anh ấy đang học tại Đại học Stanford. Năm 2003, ông mô tả việc đọc khoảng 10 hoặc 20 tạp chí truyện tranh mỗi tuần (chỉ chiếm một phần trong cách đọc phàm ăn của Asou) và nói về ấn tượng của anh về nhiều loại truyện tranh khác nhau. Năm 2007, với tư cách là Bộ trưởng Bộ Ngoại giao, ông đã thành lập Giải thưởng Manga Quốc tế cho các mangaka không phải người Nhật sáng tác manga.
Có thông tin rằng anh ta được nhìn thấy đang đọc truyện tranh Rozen Maiden trong Sân bay quốc tế Tokyo, đã mang lại cho ông ta sobriquet "His Excellency Rozen".
Ông thừa nhận trong một cuộc phỏng vấn rằng ông đã đọc truyện tranh; tuy nhiên, ông nói rằng ông không nhớ mình đã đọc nó ở sân bay chưa. Ông là một fan hâm mộ của Golgo 13, một bộ truyện tranh dài về một kẻ được thuê đi ám sát người.
Ứng cử viên của Asō cho vị trí Thủ tướng Nhật Bản thực sự khiến giá trị cổ phần tăng lên trong số một số nhà xuất bản truyện tranh và các công ty liên quan đến ngành công nghiệp truyện tranh.

### Tôn giáo

Mon của Gia tộc Asō

Là một người Công giáo La Mã, Asō thuộc về thiểu số nhỏ Kitô hữu Nhật Bản, nhưng ông không nhấn mạnh đến tính tôn giáo của mình. Asō là thủ tướng Kitô giáo thứ bảy của Nhật Bản, sau Hara Takashi, Takahashi Korekiyo, Katayama Tetsu, Hatoyama Ichirō, Ōhira Masayoshi, và ông ngoại của chính ông Yoshida Shigeru. Tên Kitô hữu của ông là Francisco (フランシスコ).
Nhân dịp năm mới 2009, ông đến thăm đền Thần đạo Ise, Asō đã công khai thực hiện việc vỗ tay trước đền thờ, sau đó nói rằng anh ta đã "cầu nguyện cho những điều tốt đẹp của người dân Nhật Bản".

### Cây gia đình
| Ōkubo Toshimichi    | Ōkubo Toshimichi    | Ōkubo Toshimichi    | Ōkubo Toshimichi    | Ōkubo Toshimichi    | Ōkubo Toshimichi    |        |        | Mishima Michitsune    | Mishima Michitsune    | Mishima Michitsune    | Mishima Michitsune    | Mishima Michitsune    | Mishima Michitsune    |                 |                 |                 |                 |          |          |               |               |               |               |               |               |         |         |              |              |              |              |                  |                  |                  |                  |                  |                  |
| Ōkubo Toshimichi    | Ōkubo Toshimichi    | Ōkubo Toshimichi    | Ōkubo Toshimichi    | Ōkubo Toshimichi    | Ōkubo Toshimichi    |        |        | Mishima Michitsune    | Mishima Michitsune    | Mishima Michitsune    | Mishima Michitsune    | Mishima Michitsune    | Mishima Michitsune    |                 |                 |                 |                 |          |          |               |               |               |               |               |               |         |         |              |              |              |              |                  |                  |                  |                  |                  |                  |
| Makino Nobuaki      | Makino Nobuaki      | Makino Nobuaki      | Makino Nobuaki      | Makino Nobuaki      | Makino Nobuaki      |        |        | Mineko                | Mineko                | Mineko                | Mineko                | Mineko                | Mineko                |                 |                 |                 |                 |          |          | Asō Takichi   | Asō Takichi   | Asō Takichi   | Asō Takichi   | Asō Takichi   | Asō Takichi   |         |         |              |              |              |              |                  |                  |                  |                  |                  |                  |
| Makino Nobuaki      | Makino Nobuaki      | Makino Nobuaki      | Makino Nobuaki      | Makino Nobuaki      | Makino Nobuaki      |        |        | Mineko                | Mineko                | Mineko                | Mineko                | Mineko                | Mineko                |                 |                 |                 |                 |          |          | Asō Takichi   | Asō Takichi   | Asō Takichi   | Asō Takichi   | Asō Takichi   | Asō Takichi   |         |         |              |              |              |              |                  |                  |                  |                  |                  |                  |
|                     |                     |                     |                     |                     |                     |        |        |                       |                       |                       |                       |                       |                       |                 |                 |                 |                 |          |          |               |               |               |               |               |               |         |         |              |              |              |              |                  |                  |                  |                  |                  |                  |
|                     |                     |                     |                     | Yukiko              | Yukiko              | Yukiko | Yukiko | Yukiko                | Yukiko                |                       |                       | Yoshida Shigeru       | Yoshida Shigeru       | Yoshida Shigeru | Yoshida Shigeru | Yoshida Shigeru | Yoshida Shigeru |          |          | Asō Tarō      | Asō Tarō      | Asō Tarō      | Asō Tarō      | Asō Tarō      | Asō Tarō      |         |         |              |              |              |              |                  |                  |                  |                  |                  |                  |
|                     |                     |                     |                     | Yukiko              | Yukiko              | Yukiko | Yukiko | Yukiko                | Yukiko                |                       |                       | Yoshida Shigeru       | Yoshida Shigeru       | Yoshida Shigeru | Yoshida Shigeru | Yoshida Shigeru | Yoshida Shigeru |          |          | Asō Tarō      | Asō Tarō      | Asō Tarō      | Asō Tarō      | Asō Tarō      | Asō Tarō      |         |         |              |              |              |              |                  |                  |                  |                  |                  |                  |
|                     |                     |                     |                     |                     |                     |        |        |                       |                       |                       |                       |                       |                       |                 |                 |                 |                 |          |          |               |               |               |               |               |               |         |         |              |              |              |              |                  |                  |                  |                  |                  |                  |
|                     |                     |                     |                     |                     |                     |        |        |                       |                       |                       |                       |                       |                       |                 |                 |                 |                 |          |          |               |               |               |               |               |               |         |         |              |              |              |              |                  |                  |                  |                  |                  |                  |
| Yoshida Ken'ichi    | Yoshida Ken'ichi    | Yoshida Ken'ichi    | Yoshida Ken'ichi    | Yoshida Ken'ichi    | Yoshida Ken'ichi    |        |        | Kazuko                | Kazuko                | Kazuko                | Kazuko                | Kazuko                | Kazuko                |                 |                 |                 |                 |          |          | Asō Takakichi | Asō Takakichi | Asō Takakichi | Asō Takakichi | Asō Takakichi | Asō Takakichi |         |         | Suzuki Zenkō | Suzuki Zenkō | Suzuki Zenkō | Suzuki Zenkō | Suzuki Zenkō     | Suzuki Zenkō     |                  |                  |                  |                  |
| Yoshida Ken'ichi    | Yoshida Ken'ichi    | Yoshida Ken'ichi    | Yoshida Ken'ichi    | Yoshida Ken'ichi    | Yoshida Ken'ichi    |        |        | Kazuko                | Kazuko                | Kazuko                | Kazuko                | Kazuko                | Kazuko                |                 |                 |                 |                 |          |          | Asō Takakichi | Asō Takakichi | Asō Takakichi | Asō Takakichi | Asō Takakichi | Asō Takakichi |         |         | Suzuki Zenkō | Suzuki Zenkō | Suzuki Zenkō | Suzuki Zenkō | Suzuki Zenkō     | Suzuki Zenkō     |                  |                  |                  |                  |
|                     |                     |                     |                     |                     |                     |        |        |                       |                       |                       |                       |                       |                       |                 |                 |                 |                 |          |          |               |               |               |               |               |               |         |         |              |              |              |              |                  |                  |                  |                  |                  |                  |
|                     |                     |                     |                     |                     |                     |        |        |                       |                       |                       |                       |                       |                       |                 |                 |                 |                 |          |          |               |               |               |               |               |               |         |         |              |              |              |              |                  |                  |                  |                  |                  |                  |
| Thân vương Tomohito | Thân vương Tomohito | Thân vương Tomohito | Thân vương Tomohito | Thân vương Tomohito | Thân vương Tomohito |        |        | Thân vương phi Nobuko | Thân vương phi Nobuko | Thân vương phi Nobuko | Thân vương phi Nobuko | Thân vương phi Nobuko | Thân vương phi Nobuko |                 |                 | Asō Tarō        | Asō Tarō        | Asō Tarō | Asō Tarō | Asō Tarō      | Asō Tarō      |               |               | Chikako       | Chikako       | Chikako | Chikako | Chikako      | Chikako      |              |              | Suzuki Shun'ichi | Suzuki Shun'ichi | Suzuki Shun'ichi | Suzuki Shun'ichi | Suzuki Shun'ichi | Suzuki Shun'ichi |
| Thân vương Tomohito | Thân vương Tomohito | Thân vương Tomohito | Thân vương Tomohito | Thân vương Tomohito | Thân vương Tomohito |        |        | Thân vương phi Nobuko | Thân vương phi Nobuko | Thân vương phi Nobuko | Thân vương phi Nobuko | Thân vương phi Nobuko | Thân vương phi Nobuko |                 |                 | Asō Tarō        | Asō Tarō        | Asō Tarō | Asō Tarō | Asō Tarō      | Asō Tarō      |               |               | Chikako       | Chikako       | Chikako | Chikako | Chikako      | Chikako      |              |              | Suzuki Shun'ichi | Suzuki Shun'ichi | Suzuki Shun'ichi | Suzuki Shun'ichi | Suzuki Shun'ichi | Suzuki Shun'ichi |
|                     |                     |                     |                     |                     |                     |        |        |                       |                       |                       |                       |                       |                       |                 |                 |                 |                 |          |          |               |               |               |               |               |               |         |         |              |              |              |              |                  |                  |                  |                  |                  |                  |
|                     |                     |                     |                     |                     |                     |        |        |                       |                       |                       |                       |                       |                       |                 |                 |                 |                 |          |          |               |               |               |               |               |               |         |         |              |              |              |              |                  |                  |                  |                  |                  |                  |
| Nữ vương Akiko      | Nữ vương Akiko      | Nữ vương Akiko      | Nữ vương Akiko      | Nữ vương Akiko      | Nữ vương Akiko      |        |        | Nữ vương Yōko         | Nữ vương Yōko         | Nữ vương Yōko         | Nữ vương Yōko         | Nữ vương Yōko         | Nữ vương Yōko         |                 |                 |                 |                 |          |          |               |               |               |               |               |               |         |         |              |              |              |              |                  |                  |                  |                  |                  |                  |

## Hình ảnh

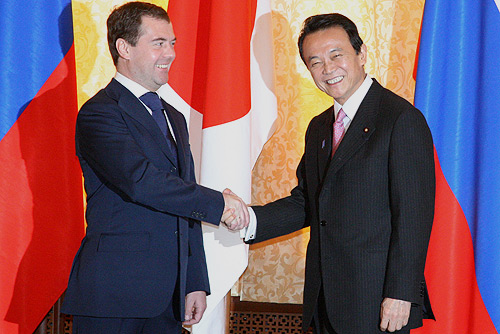
Dmitry Medvedev và Asō tại Yuzhno-Sakhalink, 18 tháng 2 năm 2009.
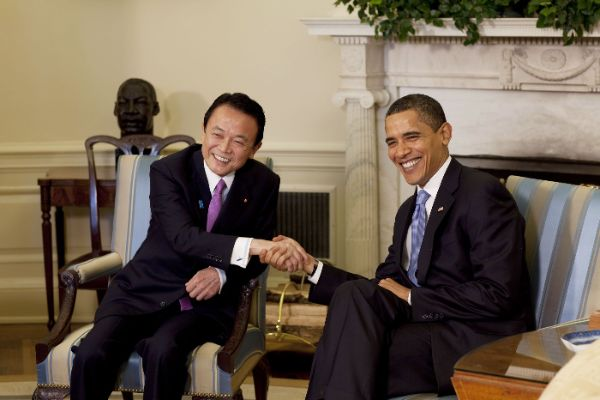
Asō và Barack Obama tại Nhà Trắng, Washington D.C., 24 tháng 2 năm 2009.
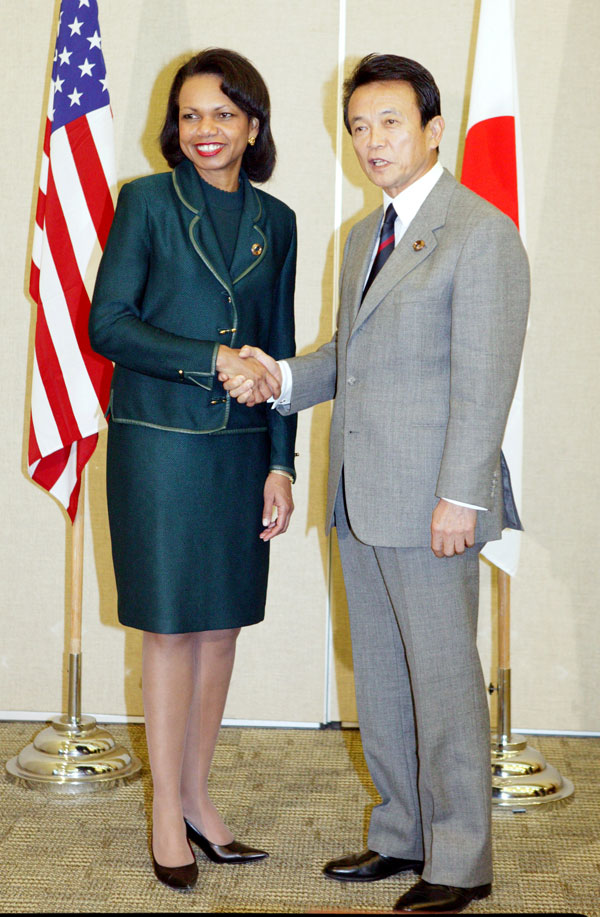
Asō và Condoleezza Rice tại APEC năm 2005.
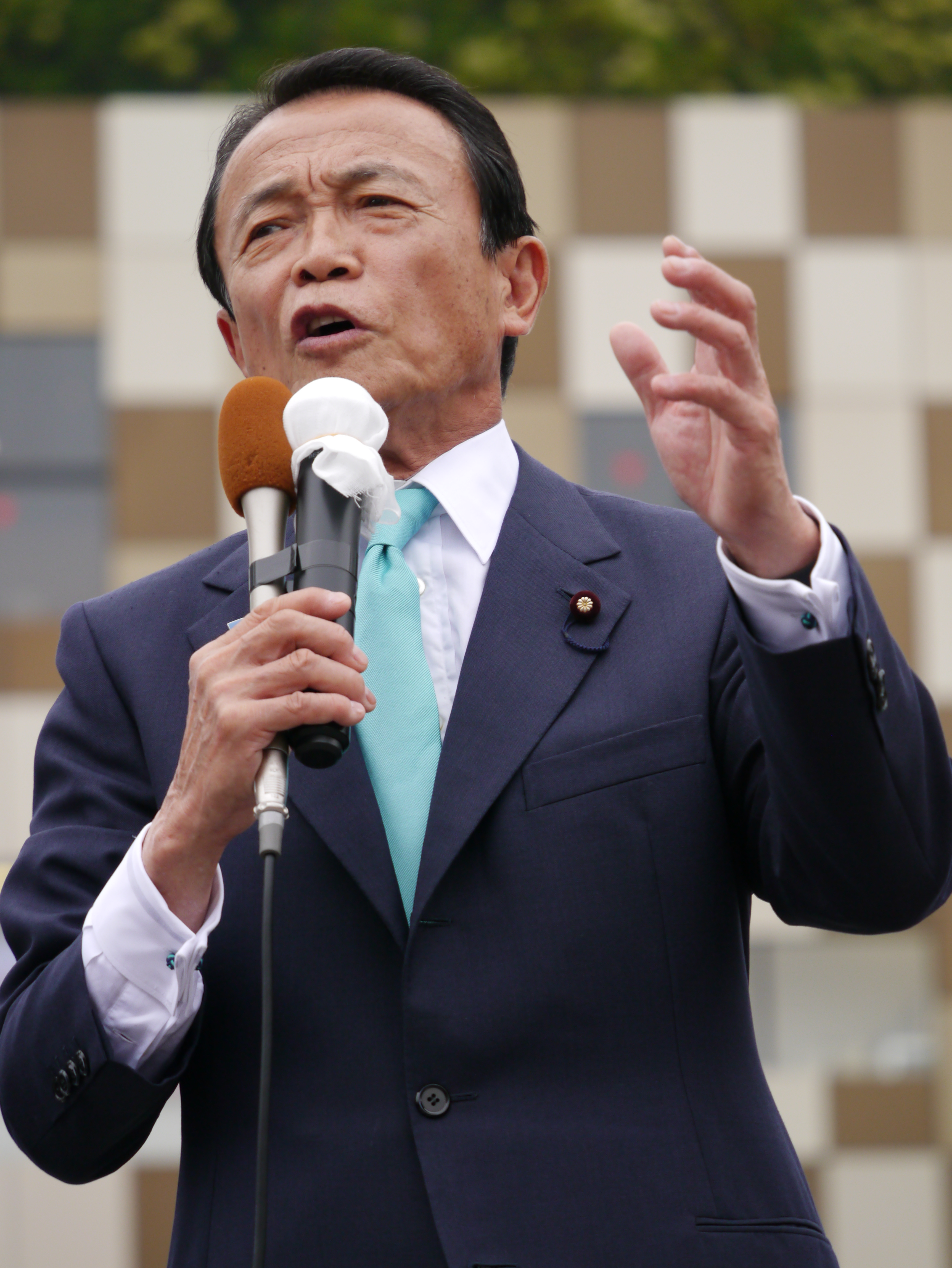
Asō ngày 26 tháng 6 năm 2016.
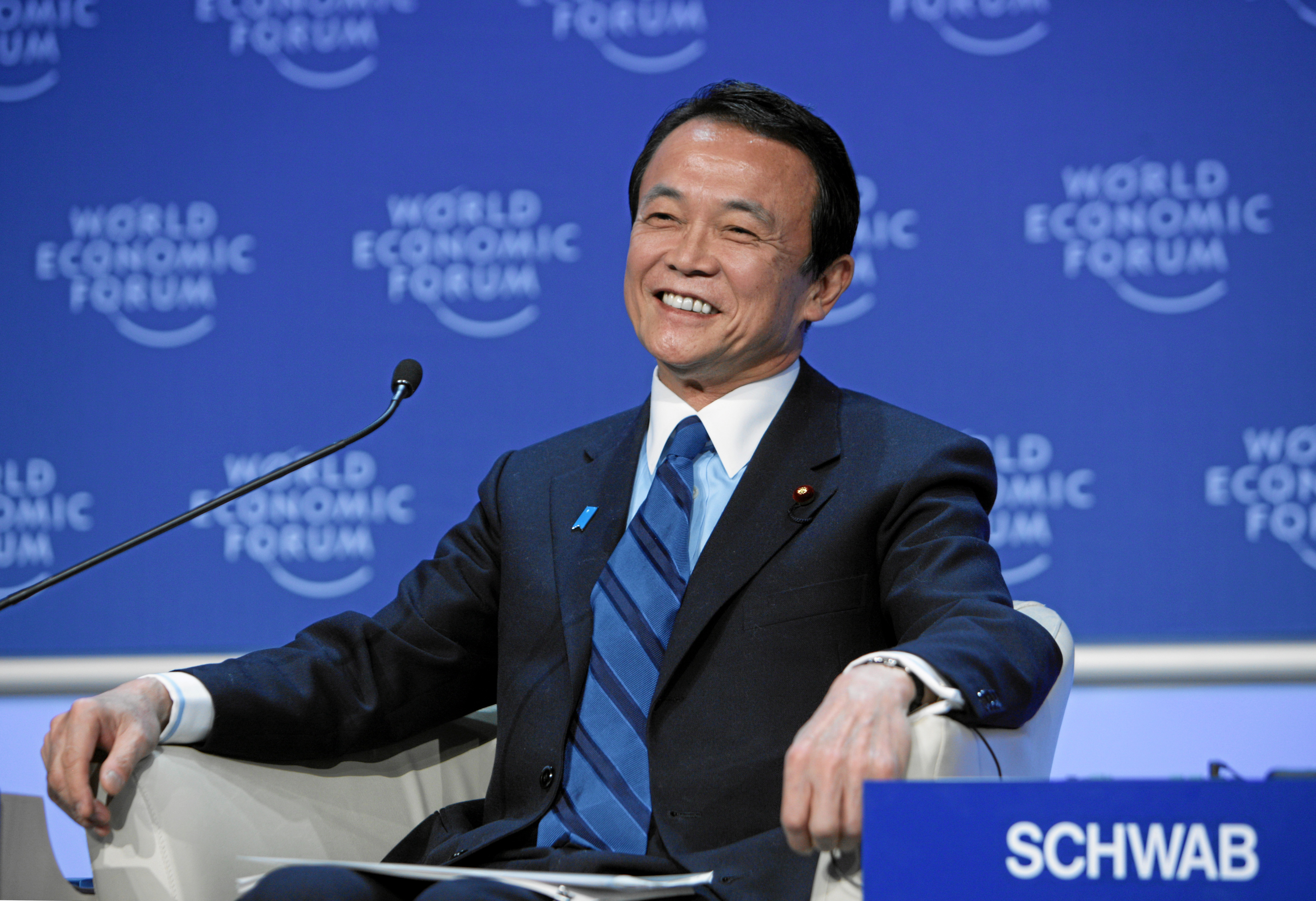
Asō tại Diễn đàn Kinh tế thế giới ở Davos năm 2008.
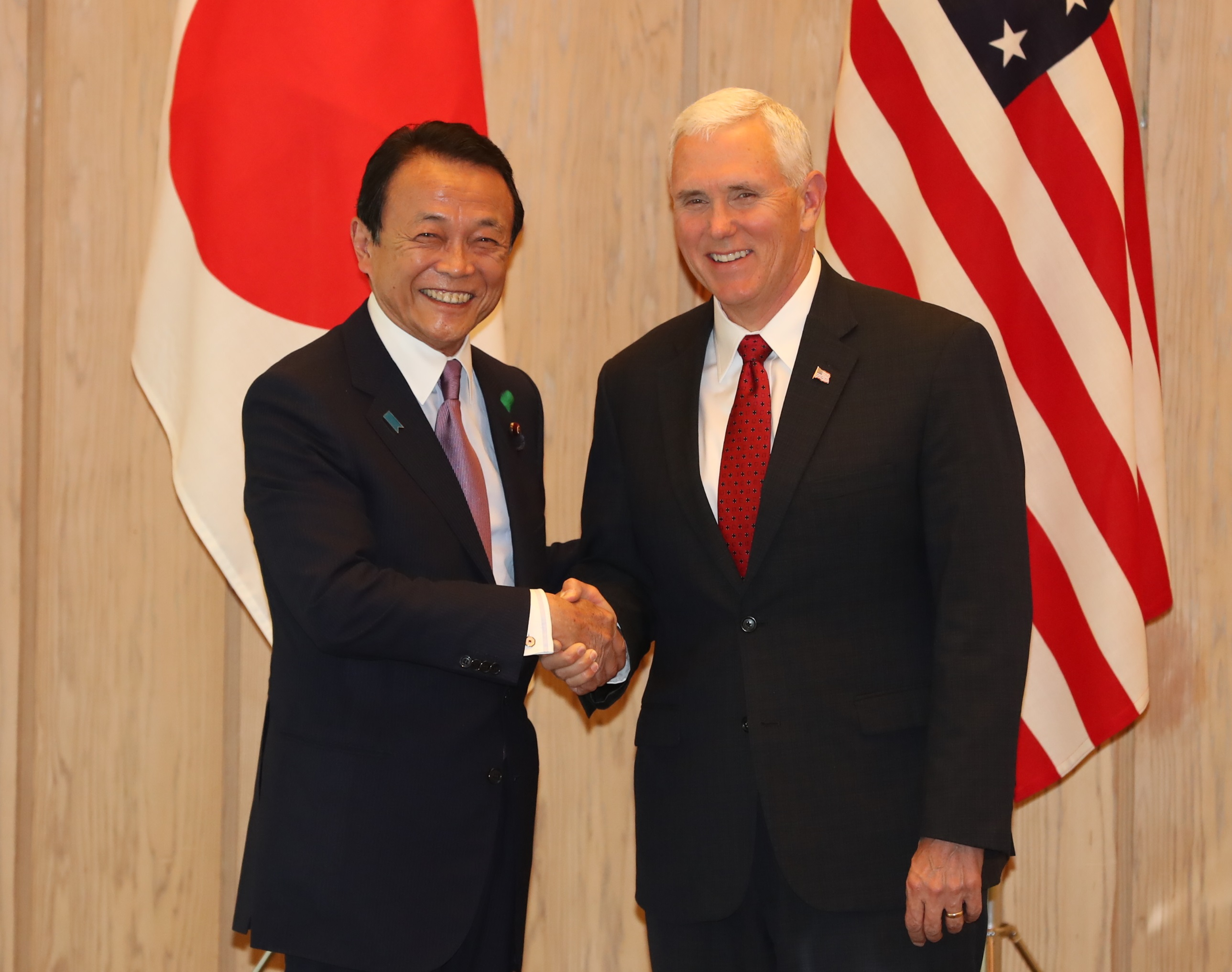
Asō tiếp Phó Tổng thống Hoa Kỳ Mike Pence tại Tokyo năm 2017.